# Wurfschaufellader

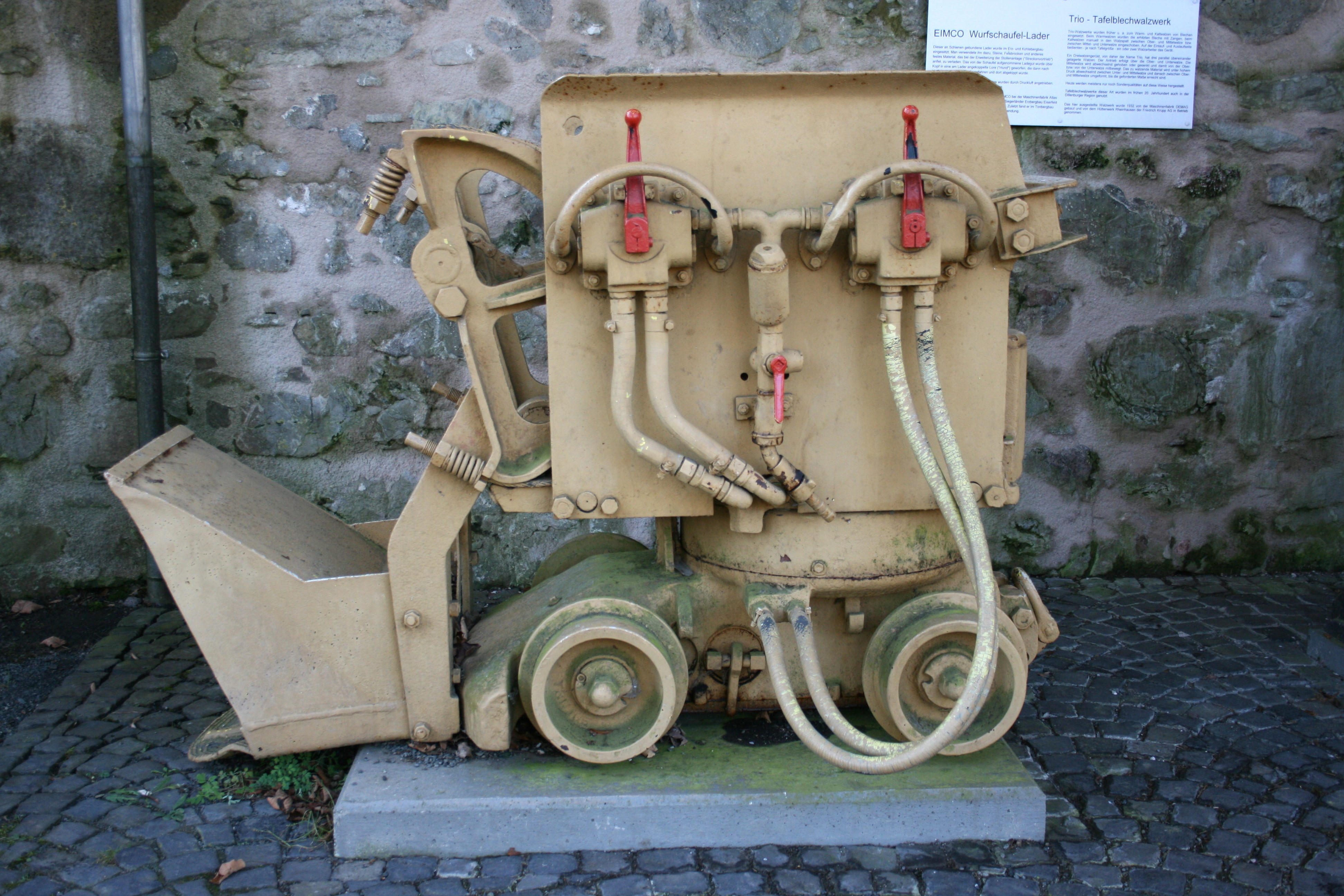
Druckluftbetriebener EIMCO-Wurfschaufellader

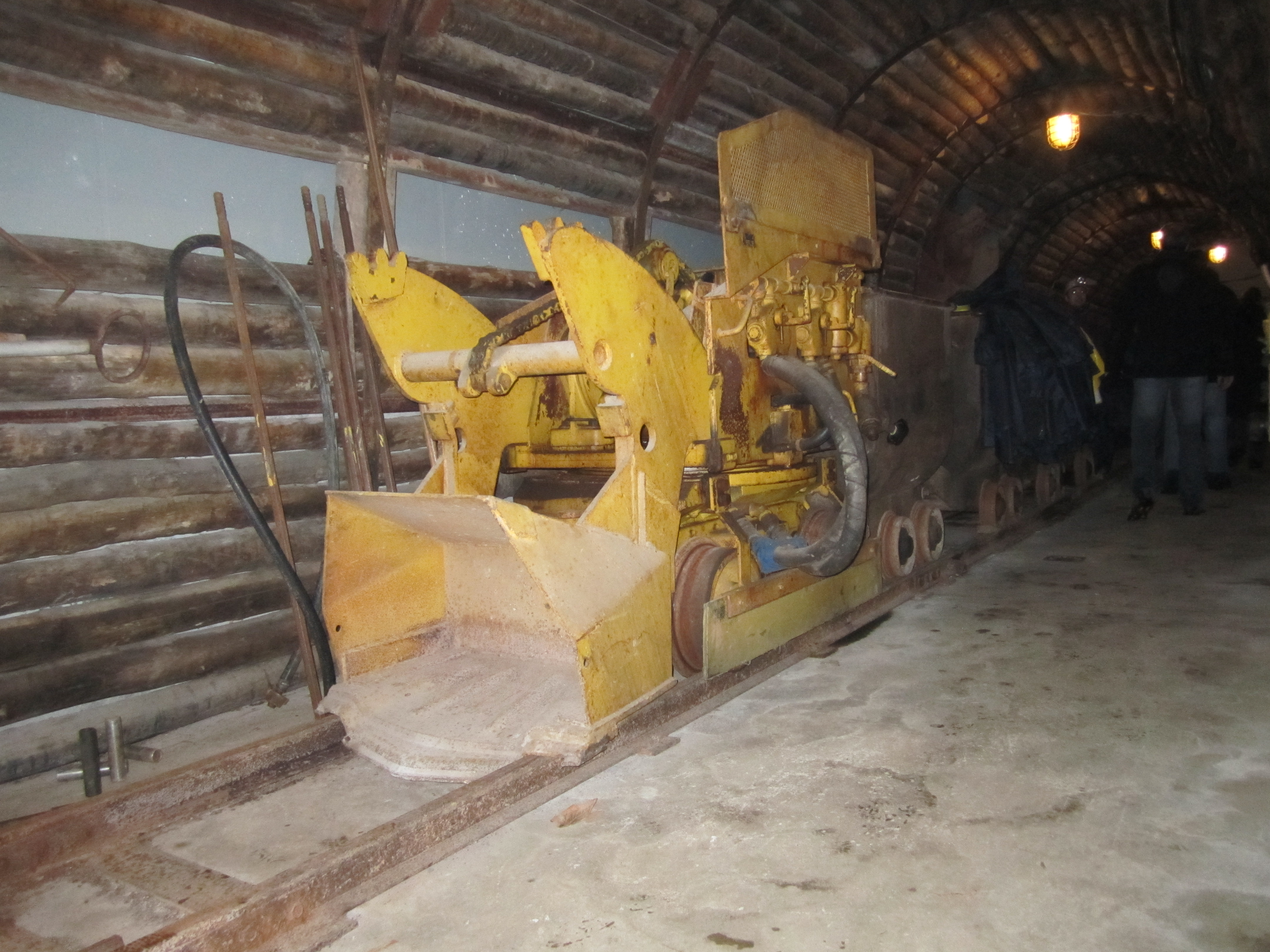
Wurfschaufellader LWS 110 im Schaubergwerk Molchner Stolln in Pobershau

Ein Wurfschaufellader, auch als Überkopflader bezeichnet, ist eine Lademaschine, die im Bergbau bei der Streckenauffahrung zum Aufladen des gesprengten Gesteins eingesetzt wird. Der Wurfschaufellader gehört zur Gruppe der Hochbahnschaufellader. Der Lader lässt sich auch zum Bewegen von Förderwagen und zum Transportieren von Ausbauteilen verwenden. Außerdem können mit dem Lader unter Verwendung von Anbau- und Zusatzgeräten Wasserseigen erstellt werden.

## Geschichte
Ein Vorgänger des Wurfschaufelladers war die Butler-Wurfschaufel der Firma Nordberg. Die pressluftangetriebene Lademaschine entstand 1912 und konnte bis zu 20 m³ Haufwerk pro Stunde fördern. Technische Probleme dieser Konstruktion verhinderten eine größere Verbreitung. Eine andere US-amerikanische Firma, EIMCO, entwickelte 1931 den Vorläufer der modernen Lader. Der EIMCO Rocker Shovel Loader, Model 12B von 1938 diente als Vorbild für Lader in aller Welt bzw. wurde in Lizenz gebaut, z. B. von Atlas Copco und der SMAG.

## Aufbau
Der Lader besteht aus dem Fahrgestell mit Fahrmotor. An das Fahrgestell sind vier Räder angebracht, diese sind über das Fahrgetriebe mit dem Fahrmotor mechanisch verbunden. Außerdem ist im Fahrgestell die Schwenkvorrichtung integriert, diese besteht aus zwei Hydraulikzylindern. Die beiden Hydraulikzylinder haben eine gemeinsame Kolbenstange. Durch die Schwenkvorrichtung lässt sich das Oberteil nach beiden Seiten um 30 Grad schwenken. Bei kleineren Ladern fehlt die Schwenkvorrichtung, bei diesen Maschinen muss das Oberteil manuell geschwenkt werden. Auf dem Fahrgestell befindet sich mittels Drehkranz drehbar gelagert das Oberteil, in dieses ist der Hubmotor integriert. Der Hubmotor ist mit dem Fahrmotor baugleich, beide Motoren sind gegeneinander austauschbar. Der Hubmotor ist über das Hubgetriebe mit der Kettentrommel verbunden. Auf der Kettentrommel wird die Laschenkette aufgewickelt. Der Lader hat eine Schaufel, die an einer Wippe befestigt ist und die im Ruhezustand auf der Sohle vor der Maschine liegt. Die Schaufel hat, je nach Ladertyp, ein Fassungsvermögen von 0,1 bis 0,6 Kubikmetern. Zur Bedienung gibt es mehrere Bedienhebel, die in der Regel an der linken Seite des Laders montiert sind. Für den Laderfahrer ist seitlich am Lader ein Trittbrett angebracht.

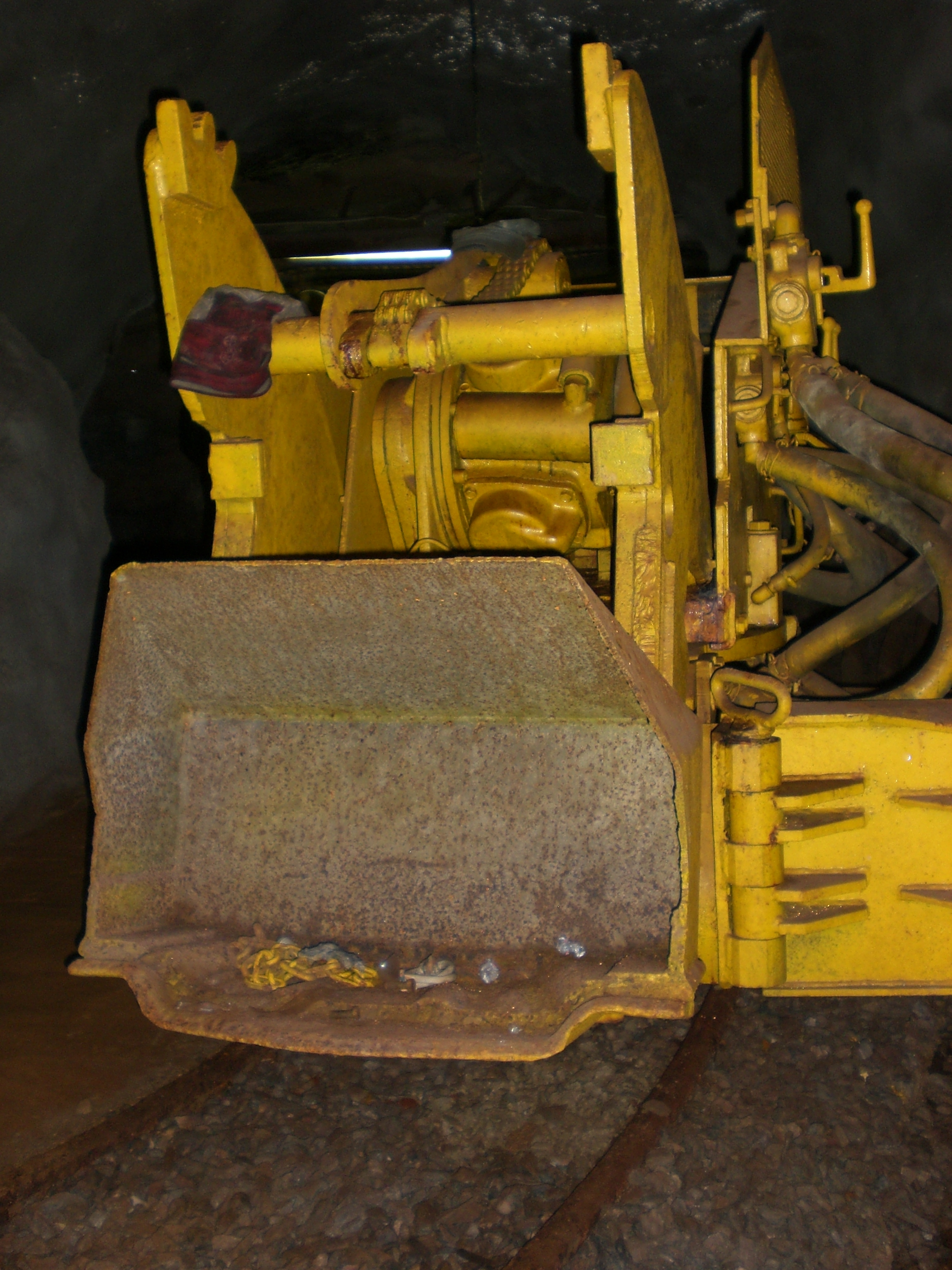
Druckluftbetriebener Wurfschaufellader im Besucherbergwerk in Pöhla
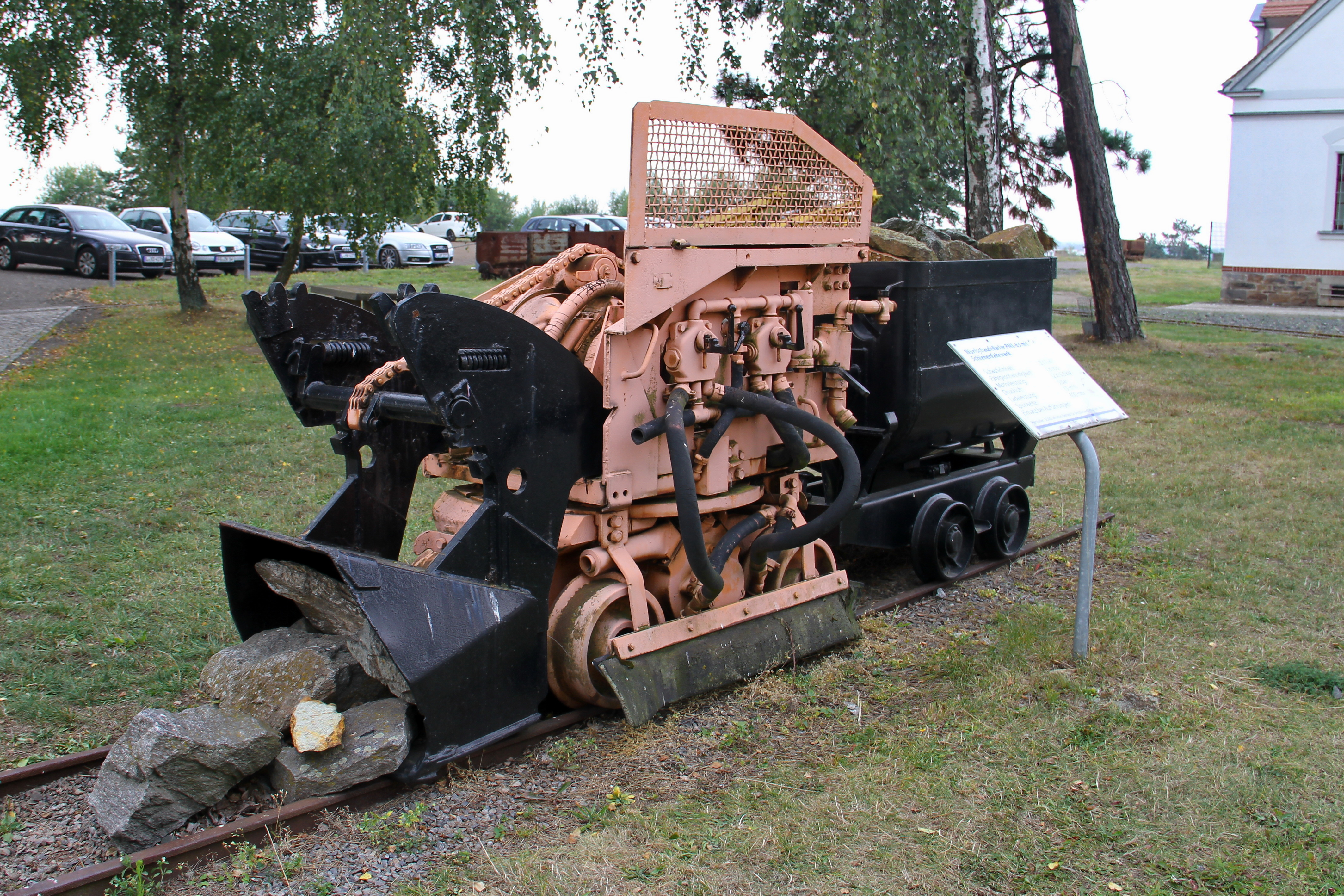
Druckluftbetriebener Wurfschaufellader auf der Reichen Zeche
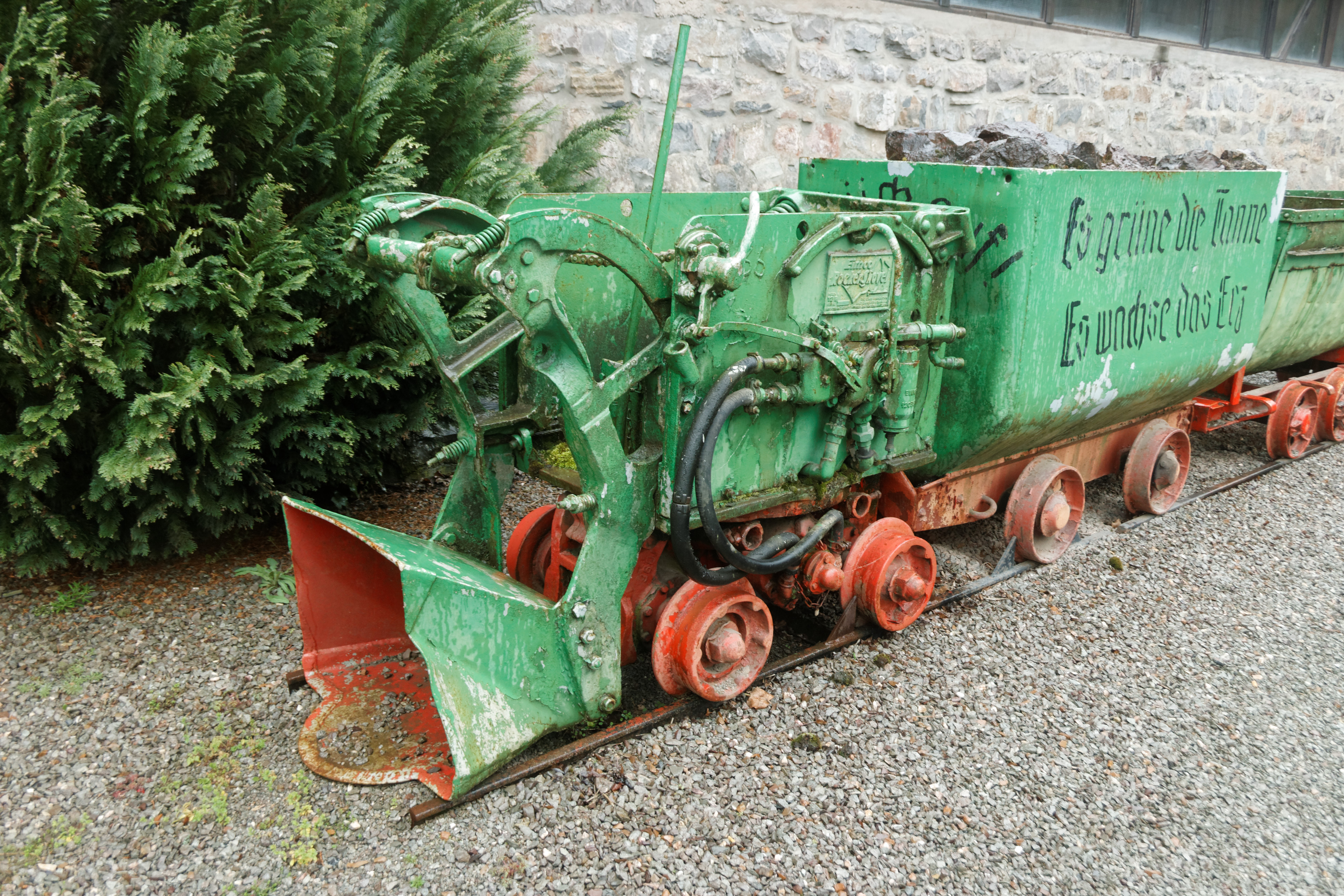
Wurfschaufellader vor dem Besucherbergwerk Grube Christiane

## Energieversorgung und Funktion
Der Antrieb des Wurfschaufelladers erfolgt in der Regel entweder elektrisch oder mittels Druckluft. Es gibt auch Ladermodelle, bei denen der Antrieb elektrohydraulisch erfolgt. Meist fährt die Maschine auf Schienen, es gibt aber auch Lader, die auf gummibereiften Rädern oder auf Raupenfahrwerken bewegt werden. Der Antrieb von Schaufel und Rädern erfolgt über die jeweiligen Motoren und die dazwischengeschalteten Getriebe. Bei der Laderschaufel wird durch die Drehbewegung des Motors die Kettentrommel gedreht. Dadurch wird die daran befestigte Laschenkette auf die Kettentrommel aufgewickelt, die wiederum die Wippe betätigt. Die Wippe wird durch den Kettenzug mit ihren bogenförmigen Kufen in den Führungsseilen auf der Grundplatte nach hinten gerollt. Bei dieser halbkreisförmige Bewegung wird die Laderschaufel bis zu ihrer Endlage mitgenommen.

## Arbeitsweise

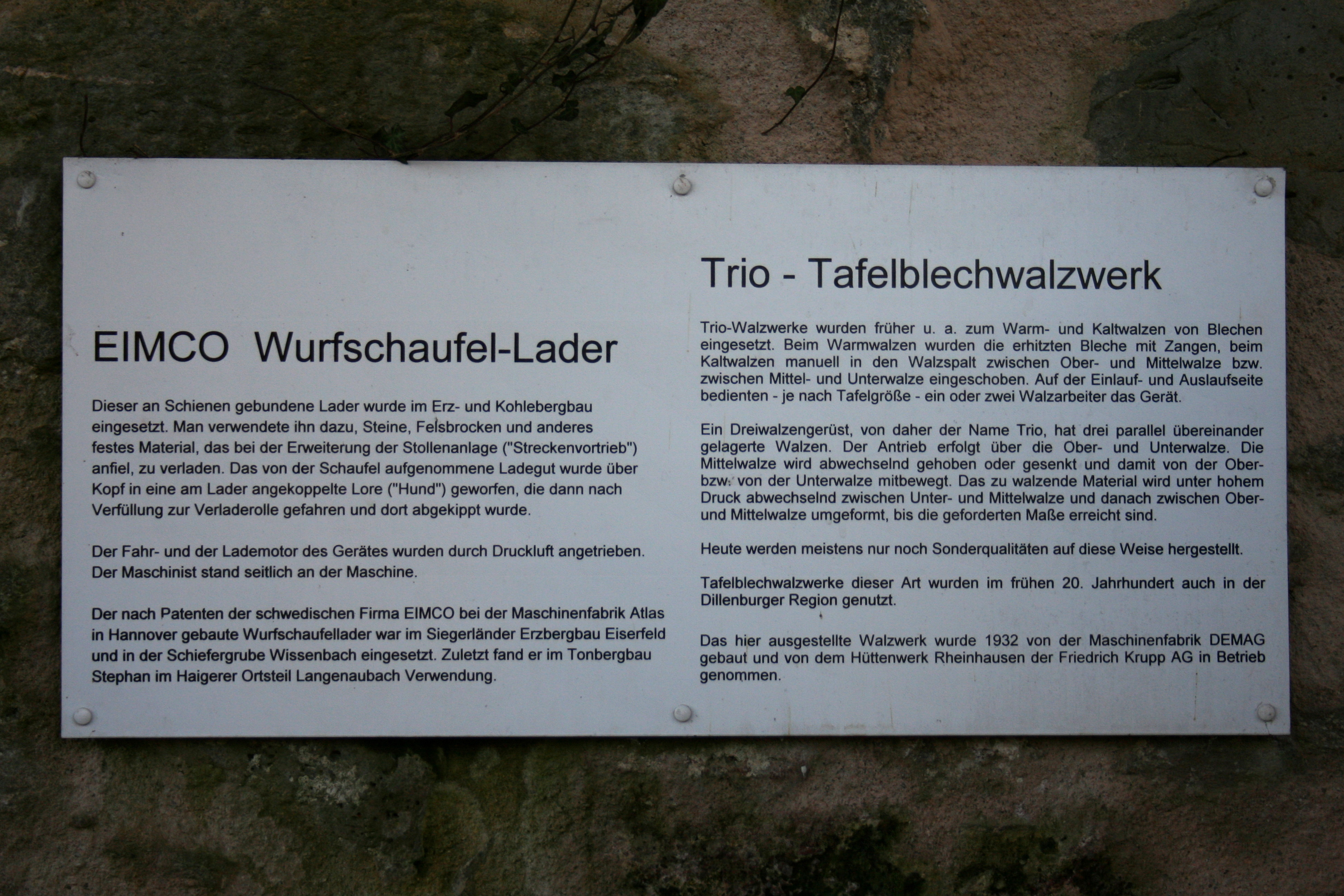
Erklärungstafel

Der Wurfschaufellader wird mit abgesenkter Schaufel mit Schwung in das aufzuladende Material gefahren. Diese Bewegung wird schnell und ruckartig ausgeführt, wobei die Schaufel durch gefederte Anschläge an der Maschine abgebremst wird. Falls erforderlich, wird der Lader beim Ladevorgang mehrmals vor- und zurückgefahren, bis die Schaufel gefüllt ist. Durch Anheben und ruckartiges Nachfahren des Laders wird der Füllungsgrad der Laderschaufel erhöht. Sobald die Schaufel gefüllt ist, wird der Lader zurückgefahren, um die Laderschaufel in einen Förderwagen oder auf ein Fördermittel zu entleeren. Hierfür wird die Schaufel über den Lader nach hinten über Kopf gekippt. Durch den dabei entstehenden Ruck entleert sich die Schaufel, und der Inhalt wird in bzw. auf das Fördermittel geworfen. Da diese Rangierfahrten zeitaufwändig sind, gibt es auch Wurfschaufellader, die mit einem Bunkergefäß ausgestattet sind. Dieses Bunkergefäß hat ein Fassungsvermögen von einem Kubikmeter und fasst etwa vier Schaufelfüllungen. Diese Lader werden mit Raupenfahrwerken angetrieben. Bei schienengeführten Ladern wird ein Förderwagen mit dem Lader gekuppelt und ist somit für den Beladevorgang in unmittelbarer Nähe zum Lader. Nachdem der Förderwagen befüllt ist, wird er mit dem Lader in ein anderes Gleis gestoßen.